# Pau FC
Pau Football Club – francuski klub piłkarski mający siedzibę w mieście Pau. Zespół występował m.in. w Championnat National (trzeci poziom rozgrywek piłkarskich we Francji) oraz Ligue 2 (drugi poziom rozgrywek piłkarskich we Francji).

## Historia
Klub sportowy Pau FC został utworzony w 1904 pod nazwą Bleuets de Notre-Dame. Zespół powstał przy wsparciu Kościoła katolickiego i obejmował sekcje różnych dyscyplin sportowych (m.in. rugby i piłki nożnej). W 1959 zespół piłki nożnej przyjął nową nazwę Football-Club de Pau występując przez szereg sezonów w Championnat National (trzeci poziom) i Championnat National 2 (czwarty poziom rozgrywek piłki nożnej we Francji) w grupie południowo-zachodniej. W 1995 klub przeszedł reorganizację z powodu problemów finansowych. W sezonie 2020/2021 występuje w Ligue 2 - na drugim poziomie rozgrywek piłki nożnej we Francji. Derby rozgrywa z zespołami Stade Montois Football i Tarbes Pyrénées Football.

### Barwy klubowe, logo zespołu i stadion
|  |  |

Klub posiada barwy żółto-niebieskie. Zawodnicy drużyny swoje mecze domowe rozgrywają w żółtych koszulkach, spodenkach i getrach. Mecze wyjazdowe natomiast w niebieskich koszulkach, spodenkach i getrach. Logiem klubu jest niebieska tarcza herbowa z wpisaną w nią złota piłką do piłki nożnej oraz widocznym w tle zarysem Pirenejów (będących nawiązaniem do lokacji zespołu w miejscowości Pau, leżącej w Pirenejach). Nad zarysem gór widnieje złoty napis PAU FC napisany drukowanymi literami - pod spodem napisu znajduje się motto klubu napisane mniejszą czcionką: „Vaincre ou Sourire” (fr. Wygraj lub uśmiechnij się). Złota korona z klejnotami wieńczy tarczę herbową. Zespół rozgrywał mecze domowe na obiekcie Stade du Hameau. Od 2018 mecze rozgrywa na nowym stadionie - Nouste Camp otwartym w tym samym roku.

### Osiągnięcia i tytuły
- Mistrz Championnat National: 2019/2020
- Mistrz Championnat National 2: 1997/1998, 2015/2016
- Zdobywca Pucharu Akwitanii: 1983/1984, 1995/1996, 2010/2011

## Skład na sezon 2021/2022
| Nr | Poz. | Piłkarz                   |
| -- | ---- | ------------------------- |
| 1  | BR   | Alexandre Olliero         |
| 4  | PO   | Laglais Xavier Kouassi    |
| 5  | PO   | Abdourahmane Ndiaye       |
| 6  | PO   | Quentin Daubin            |
| 7  | OB   | Erwin Koffi               |
| 8  | PO   | Mahamadou Dembélé         |
| 9  | NA   | Romain Armand             |
| 10 | PO   | Jovan Nišić               |
| 11 | PO   | Djibril Dianessy          |
| 12 | PO   | Eddy Sylvestre            |
| 14 | OB   | Kenji-Van Boto            |
| 16 | BR   | Massamba Ndiaye           |
| 17 | OB   | Antoine Batisse (kapitan) |

| Nr | Poz. | Piłkarz            |
| -- | ---- | ------------------ |
| 18 | NA   | Ebenezer Assifuah  |
| 19 | PO   | Victor Lobry       |
| 20 | OB   | Louis Bury         |
| 21 | PO   | Steeve Beusnard    |
| 23 | NA   | Yannis Lembezat    |
| 24 | NA   | Zakaria Naidji     |
| 25 | PO   | Paul Meliande      |
| 26 | OB   | Jean Lambert Evans |
| 27 | PO   | Charly Keita       |
| 28 | PO   | David Gomis        |
| 29 | NA   | Samuel Essende     |
| 30 | BR   | Benjamin Bertrand  |

### Znani zawodnicy występujący w klubie w przeszłości
- Khalifa Ba
- Dany Nounkeu
- Johann Paul
- Édouard Cissé
- André-Pierre Gignac[12]
- Adrien Rabiot
- Alberto Costa